# Surf Coast Classic
Die Surf Coast Classic ist ein australisches Straßenradrennen für Männer und Frauen.
2020 wurde das Eintagesrennen erstmals als Nebenveranstaltung zum Cadel Evans Great Ocean Road Race unter dem Namen Race Torquay ausgetragen. Aufgrund der COVID-19-Pandemie wurde das Rennen jedoch sowohl 2021 als auch 2022 abgesagt. Das Rennen wurde 2020 auf einem Rundkurs in der Stadt Torquay unweit von Geelong auf einem flachen Rundkurs (13 km) im Bundesstaat Victoriaausgetragen. Bei der Erstaustragung mussten die Damen acht (104 km) und die Herren zehn Runden (130 km) bewältigen. Zudem gab es zwei Zwischensprints im Verlauf des Rennens. Beide Rennen waren in der ersten UCI-Kategorie gelistet.
Das Frauenrennen wurde 2024 als Kriterium im australischen Radsportkalender unter dem Namen Geelong Classic ausgetragen. Das Männerrennen verblieb in der ersten Kategorie der UCI Oceania Tour und trug den Namen Surf Coast Classic. Seit 2025 steht auch wieder das Frauenrennen im Rennkalender der UCI.

## Palmarès
Männer
| Jahr               | Sieger               | Zweiter         | Dritter             |
| ------------------ | -------------------- | --------------- | ------------------- |
| Race Torquay       |                      |                 |                     |
| 2020               | Sam Bennett          | Giacomo Nizzolo | Alberto Dainese     |
| Surf Coast Classic |                      |                 |                     |
| 2024               | Biniam Girmay        | Elia Viviani    | Corbin Strong       |
| 2025               | Tobias Lund Andresen | Sam Welsford    | Tim Torn Teutenberg |

Frauen
| Jahr | Siegerin       | Zweite       | Dritte        |
| ---- | -------------- | ------------ | ------------- |
| 2020 | Brodie Chapman | Emily Roper  | Tayler Wiles  |
| 2025 | Ally Wollaston | Chloé Dygert | Georgia Baker |